# Antoine II d'Oldenbourg-Delmenhorst
Pour les articles homonymes, voir Antoine II.
Antoine II est un prince de la maison d'Oldenbourg né le 8 septembre 1550 à Oldenbourg et mort le 25 octobre 1619 à Delmenhorst. Il règne sur le comté de Delmenhorst de 1577 à sa mort.

## Biographie
Antoine II est le troisième et dernier fils du comte Antoine Ier d'Oldenbourg et de son épouse Sophie de Saxe-Lauenbourg. Durant sa jeunesse, il visite diverses cours allemandes et combat aux côtés des révoltés néerlandais durant les premières années de la guerre de Quatre-Vingts Ans.
À la mort de son père, en 1573, son frère aîné Jean VII devient comte d'Oldenbourg. Quatre ans plus tard, Antoine II obtient que les possessions familiales soient partagées et reçoit le comté de Delmenhorst. En 1597, le Conseil aulique tranche en sa faveur dans la querelle qui l'oppose à son frère sur les modalités de ce partage.
Antoine II s'installe au château de Delmenhorst (de), qu'il fait agrandir et rénover. Il s'efforce de stimuler l'économie de son comté en développant l'élevage, ainsi qu'en lançant l'exploitation du minerai de fer dans le Delmenhorster Geest (de). À sa mort, son fils Christian IX lui succède. Il est inhumé en l'église de Delmenhorst.

## Mariage et descendance
En 1600, Antoine II épouse la princesse Sibylle-Élisabeth (1576-1630), fille du duc Henri de Brunswick-Dannenberg. Ils ont onze enfants :
- Sophie-Ursule (1601-1642), épouse le comte Albert-Frédéric de Barby-Mühlingen) (de) ;
- Catherine-Élisabeth (1603-1649), abbesse de Gandersheim ;
- Antoine-Henri (1604-1622) ;
- Anne (1605-1668), épouse le duc Jean-Christian de Schleswig-Holstein-Sonderbourg (fils d'Alexandre de Schleswig-Holstein-Sonderbourg) ;
- Claire (1606-1647), épouse le duc Auguste-Philippe de Schleswig-Holstein-Sonderbourg-Beck ;
- Sibylle-Marie (1608-1640), nonne à Herford ;
- Dorothée (1609-1636) ;
- Sidonie (1611-1650), épouse le duc Auguste-Philippe de Schleswig-Holstein-Sonderbourg-Beck après la mort de sa sœur aînée, mais meurt elle-même un an après le mariage ;
- Christian IX (1612-1647), comte de Delmenhorst ;
- Émilie d'Oldenbourg-Delmenhorst (1614-1670), épouse le comte Louis-Gonthier Ier de Schwarzbourg-Rudolstadt ;
- Julienne (1615-1691), épouse le duc Manfred de Wurtemberg-Weiltingen (fils de Jules-Frédéric de Wurtemberg-Weiltingen).